# Красива коралка
Красивата коралка, още Трицветна коралка или Козя брада (Ramaria formosa), е вид слабо отровна, базидиева гъба от род Ramaria. Двойник е на Червеновърхата (Ramaria botrytis), Сярножълтата (Ramaria flava) и Златистожълтата коралка (Ramaria aurea).

## Описание
Има храстовидно и разклонено плодно тяло с височина около 7-30 cm и диаметър 6-15 cm. Пънчето е дебело и плътно, с размери 3-6 × 2,5-6 cm.

## Разпространение и местообитание
Видът е разпространен в Северна Америка и Европа. Среща се в широколистни, иглолистни и смесени гори, от средата на лятото до края на есента.